# Mihráb

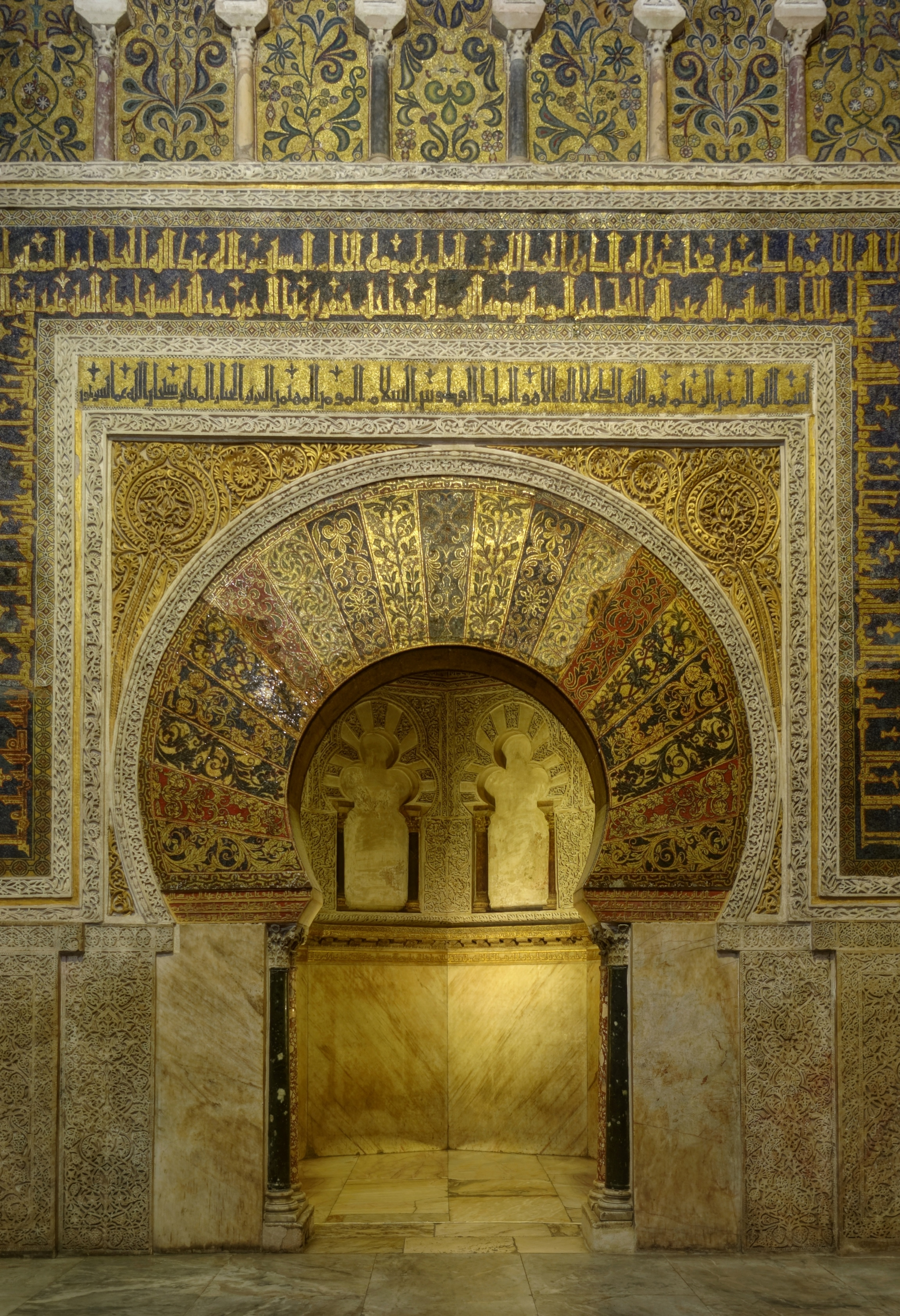
Córdoba mihrab

A mihráb a mekkai Kába szentély és egyben az imádkozás irányát – más néven kiblát – jelző falifülke vagy tábla az imahelyen.
Rendszerint gazdagon díszítették. Eredete vitatott, de Abd al-Malik kalifa (685-705) uralkodása idején a jeruzsálemi Sziklamecset alatt, a sziklabarlangban már elhelyeztek egy Mekka felé irányított mihráb-táblát. Az első imafülke a próféta újjáépített medinai mecsete számára készült al-Valid kalifa (705-715) idején.